# Leonidas Polk

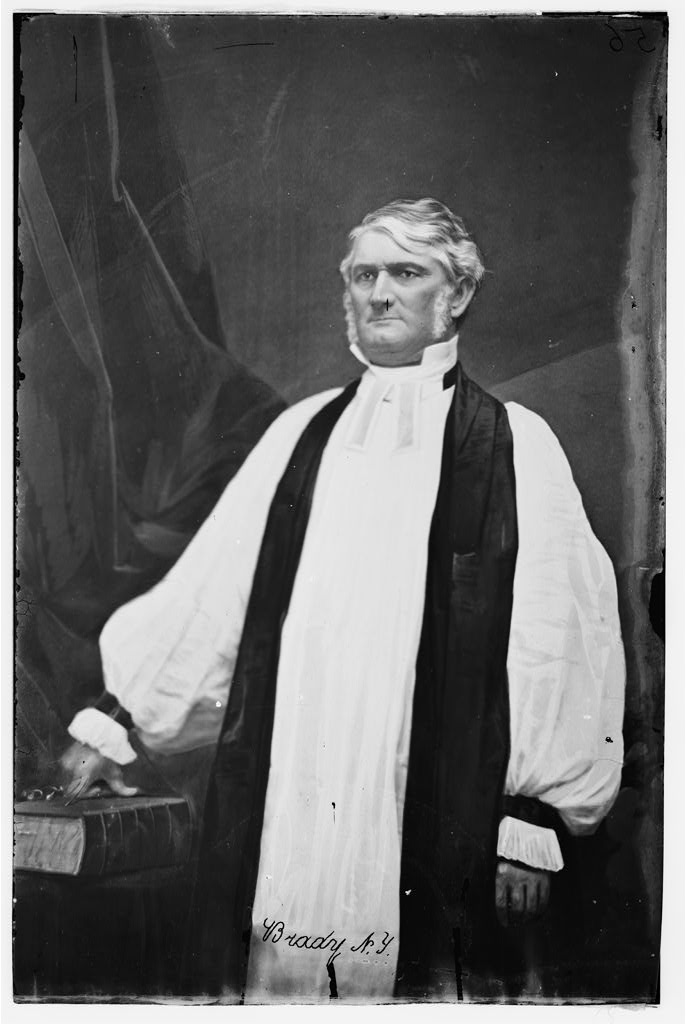
Leonidas Polk als Bischof

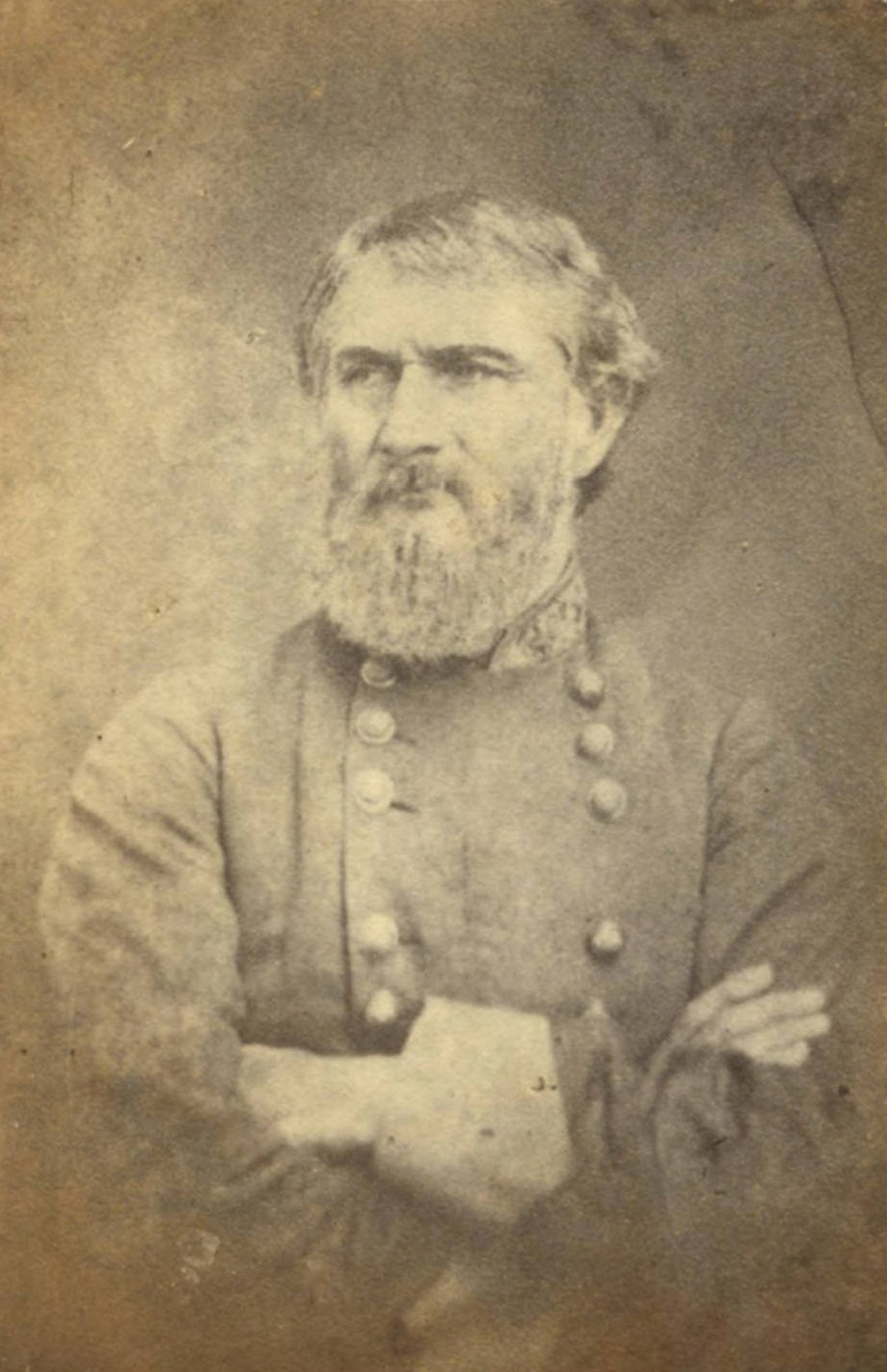
Leonidas Polk als General

Leonidas Polk (* 10. April 1806 in Raleigh, North Carolina; † 14. Juni 1864 am Pine Mountain nahe Marietta, Georgia), genannt „The fighting Bishop“ („Der kämpfende Bischof“), war Bischof der Episkopalkirche der USA und übernahm im  Sezessionskrieg als  General ein Kommando im konföderierten Heer.

## Leben
Der Cousin des Präsidenten James K. Polk war West-Point-Absolvent des Jahres 1827. Er schloss die Akademie als achter seines Jahrgangs ab und diente bis zum 1. Dezember 1827 als Leutnant in einer Artillerieeinheit des US-Heeres. Bischof Richard Channing Moore weihte Polk 1830 zum Diakon und ein Jahr später zum Priester. Nach seiner Heirat mit Frances Ann Deveraux predigte er an der St. Peters Church in Columbia, Tennessee. 1841 zog Polks Familie nach Louisiana wo er bald darauf zum Bischof ernannt wurde. 1856 war er einer der Mitbegründer der University of the South in Sewanee, Tennessee.
1861 entschied sich Polk wieder für den Militärdienst und wurde als Generalmajor Befehlshaber im Wehrbereich 2 unter Albert S. Johnston. Polk organisierte die konföderierte Mississippi-Armee und einen Teil der Tennessee-Armee, deren I. Korps er später als Kommandierender General mit dem Dienstgrad Generalleutnant führte. Mit der Beförderung zum Generalleutnant war Polk zum zweithöchsten Offizier mit diesem Dienstgrad nach James Longstreet avanciert, was ihm einiges Gewicht bei der Vorbereitung von Entscheidungen einbrachte. Polk nahm an den Schlachten von Belmont, Shiloh, Chickamauga und Perryville teil und war auch am Stone's River Feldzug (siehe auch Schlacht am Stones River) beteiligt. 1864 kommandierte er konföderierte Truppen unter Joseph E. Johnston beim Angriff Shermans auf Atlanta (siehe Atlanta-Feldzug).
Vor der Schlacht am Kennesaw Mountain wurde er während einer Geländeerkundung durch den Einschlag einer Artilleriegranate tödlich verwundet. General Sherman erwähnte Polks Tod in einem Bericht an den Kriegsminister Edwin M. Stanton, ‘We killed Bishop Polk yesterday, and have made good progress to-day….’ (Wir töteten gestern Bischof Polk und sind heute gut vorangekommen).

## Tod und Familie
Polk wurde in der St. Paul's Episcopal Church in Augusta beigesetzt. 1945 wurden seine sterblichen Überreste nach New Orleans überführt, wo er in der
Christ Church Cathedral bestattet wurde. Polks Neffe, Lucius E. Polk diente als General und sein Sohn William Mecklenburg Polk als Hauptmann im konföderierten Heer.  Sein anderer Sohn, Frank Polk, diente als außenpolitischer Berater im Außenministerium während des Ersten Weltkrieges und wurde der erste United States Under Secretary of State (die dritthöchste Position im Außenministerium der Vereinigten Staaten).
Bis zur Umbenennung in Fort Johnson am 13. Juni 2023, war diese militärische Einrichtung nach ihm, Fort Polk, benannt.